# Кріппа Максим Володимирович
Кріппа Максим Володимирович (нар. 11 серпня 1977, Київ, УРСР) — український підприємець, інвестор, засновник компаній «Ола Файн» (володіє БЦ «Парус» та готелем «Україна»), «Мідал» (володіє нерухомостю в Києві та області). З 2018 року — власник кіберспортивної команди Natus Vincere (NAVI), з 2020 року — бенефіціарний власник розробника комп'ютерних ігор GSC Game World (ігри «Козаки», S.T.A.L.K.E.R. та інші).
У 2022 році заснував БФ MK Foundation. З 2023 року — власник студії кіберспортивних трансляцій Maincast. У 2025 році обраний президентом Федерації кіберспорту України (UESF).

## Життєпис
Народився 11 серпня 1977 року в Києві, де і виріс.

### Освіта
- 1994—1998 — Міжнародний християнський університет, спеціальність «Ділове адміністрування, менеджмент», бакалаврат;
- 2006—2007 — магістерська програма з менеджменту організацій в Європейському університеті;
- 2008—2011 — КНУ ім. Шевченка, спеціальність «Правознавство», диплом із відзнакою[12].

## Кар'єра

### Підприємницька діяльність
Кріппа рідко дає інтерв'ю, даних про його ранні роки небагато. На початку 2000-х років займався гуртово-роздрібною торгівлею, був офіційним дилером компанії Київстар GSM і керував компанією «Українські мобільні телесистеми» , що мала мережу салонів мобільного зв'язку та сервісних центрів. Згодом це стало основою для його інвестицій у сферу IT та розробку програмного забезпечення. У 2009 році став власником «Броварського гуртового ринку».
У листопаді 2024 року журналіст «Економічної правди» Олександр Колесніченко припускав, що одним із джерел активів Кріппи може бути гемблінг, що реальними власниками майна були інші особи і писав про його можливий зв'язок із казино «Вулкан». У грудні 2024 року Вінницький міський суд спростував ці твердження і зобов'язав одне з видань спростувати ці заяви. Кріппа пояснював, що разом із Максимом Поляковим дійсно інвестував у інший проєкт — GGS, але 2013 року вийшов із нього й відтоді не має стосунку до гемблінгу.

### Нерухомість
Одним із основних напрямів діяльності Кріппи є інвестиції в нерухомість та девелопмент. Серед них є різні проєкти, зокрема, історичні споруди, що потребують реновації.
Станом на вересень 2024 року, Кріппа входив до десяти найбільших власників бізнес-центрів України. Площа БЦ у його власності — 74,7 тис. м2. Серед його активів — БЦ «Парус» та готель «Україна», придбані через відкриті аукціони у 2023—2024 роках.

#### БЦ «Парус»
1 грудня 2023 року Кріппа став власником БЦ «Парус» у Києві. 30 листопада 2023 року ТОВ «Ола Файн» (належить Кріппі), отримала дозвіл придбати понад 50 % статутного капіталу ТОВ «Парус Холдинг». «Парус Холдинг» володіє ТОВ «Передові технології плюс», на яку зареєстрований БЦ «Парус». З грудня 2023 року, за даними реєстру ЄДРПОУ, Кріппа є їхнім єдиним бенефіціаром.

#### Готель «Україна»
18 вересня 2024 року ТОВ «Ола Файн» перемогла на відкритому аукціоні з приватизації київського готелю «Україна». У торгах брали участь ТОВ «Аларіт-Пром-» (1,16 млрд грн), ПАТ «Житомирський меблевий комбінат» (1,45 млрд грн) і ТОВ «Ола Файн» (2,51 млрд грн), що запропонувала в 2,4 рази вище за стартову ставку. ПДВ при купівлі склав 502 млн грн.
За умовами приватизації, новий власник мав сплатити борги готелю, зобов'язувався не змінювати основний вид діяльності об'єкту і не звільняти співробітників протягом щонайменше півроку. Вартість придбання інвестицій була під угодою про нерозголошення, тому Кріппа не розкривав загальну суму інвестицій у нерухомість.

### Кіберспорт

#### NAVI
2018 року почалися перші інвестиції Кріппи у кіберспорт — першою стало придбання української кіберспортивної команди NAVI. Протягом кількох років NAVI стала однією з найбільших мультигеймінгових організацій, що має команди в дисциплінах: Counter-Strike 2, Dota 2, VALORANT, Brawl Stars, PUBG, PUBG Mobile, Clash of Clans та інші. Команда NAVI з СS2 є однією з найтитулованіших команд планети: 2024 року вона виграла один з двох найпрестижніших турнірів — PGL Major Copenhagen 2024, виступила у семи фіналах та здобула перемогу у чотирьох з них, а також провела 18 тижнів в лідерах рейтингу HLTV.org.

#### Maincast
У 2023 році Кріппа став власником студії кіберспортивних Maincast, найбільшої в Східній Європі. Після повномасштабного вторгнення РФ в Україну, компанія відмовилася від прав на російськомовне висвітлення турнірів і зайнялася розвитком виключно українськомовних. Станом на 2023 рік студія мала 90 % прав на трансляцію основних кіберспортивних турнірів українською: ESL Pro Tour (Dota 2/CS:GO), DreamLeague (Dota 2), Blast Premier (CS: GO), DPC ліги всіх регіонів (Dota 2) та інших.
Станом на 2024 рік компанія була транслятором головних івентів індустрії. В листопаді 2024 Maincast запустила на ОТТ-платформах і регіональних IPTV-провайдерах України однойменний телеканал. Він транслює кіберспортивні матчі з різних дисциплін (зокрема, Counter-Strike 2, Dota 2, Tom Clancy's Rainbow Six, Valorant), аналітичні програми, шоу, новини кіберспорту та інше.

#### GameDev
У 2020 році Кріппа купив 40 % компанії GSC Game World (розробник ігор «Козаки» та S.T.A.L.K.E.R, WarCraft 2000: Nuclear Epidemic, Codename: Outbreak та інших) і почав фінансувати розробку гри S.T.A.L.K.E.R 2. В 2023 році він викупив ще 42 %, ставши бенефіціарним власником студії. Через велику війну відбулися зміни в роботі студії: офіс компанії було релоковано з Києва до Праги, проте GSC Game World і надалі позиціонується як український розробник. Також компанія відмовилася від російської локалізації S.T.A.L.K.E.R. 2: Серце Чорнобиля і продажів у РФ.

#### Федерація кіберспорту України
В лютому 2025 року Кріппа очолив Федерацію кіберспорту України (UESF), замінивши на цій посаді Івана Данішевського. Таким чином, Кріппа об'єднав у власності Федерацію кіберспорту, команду NAVI, єдину студію Maincast. Із Кріппою до правління включили керівників NAVI та Maincast, виконавчим директором став Андрій Грищенко.
Максим заявив про плани розвивати українську кіберспортивну спільноту, шкільний та університетський кіберспорт, а також реінтегрувати українських ветеранів до мирного життя через комп'ютерні ігри.

## Благодійність

### MK Foundation
У травні 2022 року заснував БФ MK Foundation. Організація не збирає пожертв та працює за рахунок приватного капіталу. Основний напрям діяльності — матеріально-технічне забезпечення Сил оборони України.

### Підтримка благодійних зборів
Кріппа веде закритий спосіб життя і практично не афішує благодійної діяльності, про цей вид діяльності є неагато даних.
31 березня 2024 року команда NAVI грала проти FaZe Clan у фіналі PGL СS2 Major Copenhagen 2024. Під час матчу на україномовній трансляції на Maincast було проведено збір для Бригади НГУ «Азов». Глядачі зібрали 5,8 млн грн, Кріппа подвоїв суму збору за власний кошт.
8 липня 2024 року, після ракетної атаки на лікарню «Охматдит», GSC Game World і MK Foundation Кріппи перерахували 10 млн грн на збір United24.
17 грудня 2024 року на заході «Підприємець року 2024» Forbes Ukraine провів благодійний аукціон на підтримку ЗСУ. Було розіграно три лоти ціною $1,7 млн: два покази вистави «Конотопська відьма» режисера Івана Уривського, картину Тіберія Сільваші з серії «Крила» і тренування та обід з українською тенісисткою Еліною Світоліною. Кріппа за $500 тис. придбав один показ вистави від театру Франка, кошти від продажу лоту ($1 млн за два покази) передали до фонду Азов.One на підтримку Бригади НГУ «Азов».
З початку повномасштабної війни студія Кріппи Maincast проводить благодійні збори під час трансляцій.

## Виноски
1. ↑  нині Vodafone Україна.